# Our Hour
Our Hour（アワアワ）は、日本の音楽ユニット。1997年に大阪で結成。2003年に発売した「NOVAうさぎのうた～いっぱい聞けて、いっぱいしゃべれる～」がNOVAのCMソングに使用され、注目を集めた。

## 概要
1997年に結成。LD&K Records に所属し、2枚のアルバムをリリース。その後日本クラウンに移籍してメジャーデビューしたが、日本クラウンでは1枚のアルバムをリリースするにとどまった。ポップスやロック、パンク、エレクトロニカ、ノイズなどさまざまなジャンルを楽曲に取り入れている。
2003年に、英会話教室を経営していたNOVAのCMソングに「NOVAうさぎのうた～いっぱい聞けて、いっぱいしゃべれる～」が使用され、NOVAのマスコットキャラクターであるNOVAうさぎとともに人気を博した（同作はオリコン最高位12位）。

## メンバー
- 草壁ゆう子（くさかべ ゆうこ） - ボーカル
- 松村祐治（まつむら ゆうじ） - 作曲、編曲
- 仲川タツヤ（なかがわ たつや） - シンセサイザー

## ディスコグラフィー

### マキシシングル
- Boring Rock（2001年、POPLOT）
  - 表題曲はNTTドコモ関西 503i CMソング
- NOVAうさぎのうた～いっぱい聞けて、いっぱいしゃべれる～（2003年、サイトロン・デジタルコンテンツ）
  - NOVAのCMソング。

### アルバム、ミニアルバム
- Electric Heave Land（1997年、LD&K Records）
- Loop Pool（1998年、LD&K Records）
- Our Hour Not Dead（1998年、日本クラウン）
  - 収録曲「Panda Riot」は「めざましテレビ」占いコーナー使用曲。
- Moscow Blue Monster（1999年、LD&K Records）
  - 全39曲収録。収録時間は23分。